# Cordillera de Tajsara o Tarachaca
Die Cordillera Tajsara o Tarachaca (auch: Serranía de Tajsara) ist eine Hochgebirgslandschaft im südlichen Teil der bolivianischen Anden.
Die Kordillere Tajsara o Tarachaca ist eine Region von vorwiegend nord-südlich verlaufenden Gebirgsrücken in der Südwestregion des bolivianischen Departamento Chuquisaca. Die Gebirgskette wird im Süden durch den Río Camblaya und im Westen durch den Río Pilaya begrenzt und in Nord-Süd-Richtung vom Río Pilcomayo durchflossen, sie bildet die südliche Fortsetzung der bolivianischen Cordillera Central.
Die höchste Erhebung der Kordillere ist der Cerro Sipi mit einer Höhe von 4450 m, die meisten Bergrücken erreichen nur Höhen von etwa 3000 m.
Die Kordilleren-Region ist mit etwa vier Einwohnern pro Quadratkilometer nur dünn besiedelt, einzige größere Ortschaft ist die Landstadt Culpina im westlichen Teil der Kordillere. Verwaltungstechnisch gehört die Region zu den beiden Landkreisen (bolivianisch: Municipios) Municipio Culpina (3894 km²) in der Provinz Sud Cinti und Municipio Huacareta (2922 km²) in der Provinz Hernando Siles.